# 애니카 막스
어니카 마크스(Annika Marks)는 미국의 배우, 작가, 영화 제작자이다.
아버지가 스웨덴에서 대학원 유학을 하던 시기에 말뫼에서 태어났다.

## 출연 작품

### 영화
- 세션: 이 남자가 사랑하는 법 (2012) - 어맨다 역
- 앵귀시: 소녀의 저주 (2015) - 제시카 역
- The Games We Play (2016) - 단편

### 텔레비전
- 포스터 가족 (2014-18)
- 웨이코 (2018)